# Aquarium of the Dead
Aquarium of the Dead è un film statunitense del 2021 diretto da Glenn Miller.

## Trama
Un esperimento scientifico finito male dà origine a un'epidemia che trasforma le creature marine in zombie. Tutto ha inizio quando un polpo, sottoposto a un intervento medico, muore. Apparentemente privo di vita, l'animale si risveglia e attacca il personale, diffondendo una sostanza contaminata che infetta gli altri animali dell'acquario. I membri dello staff lottano contro le creature zombie, cercando di sopravvivere e di arginare il contagio prima che sia troppo tardi.